# Râul Racoș, Someș
Râul Racoș este un curs de apă, afluent al râului Feneș. 